# Charles Grandmougin

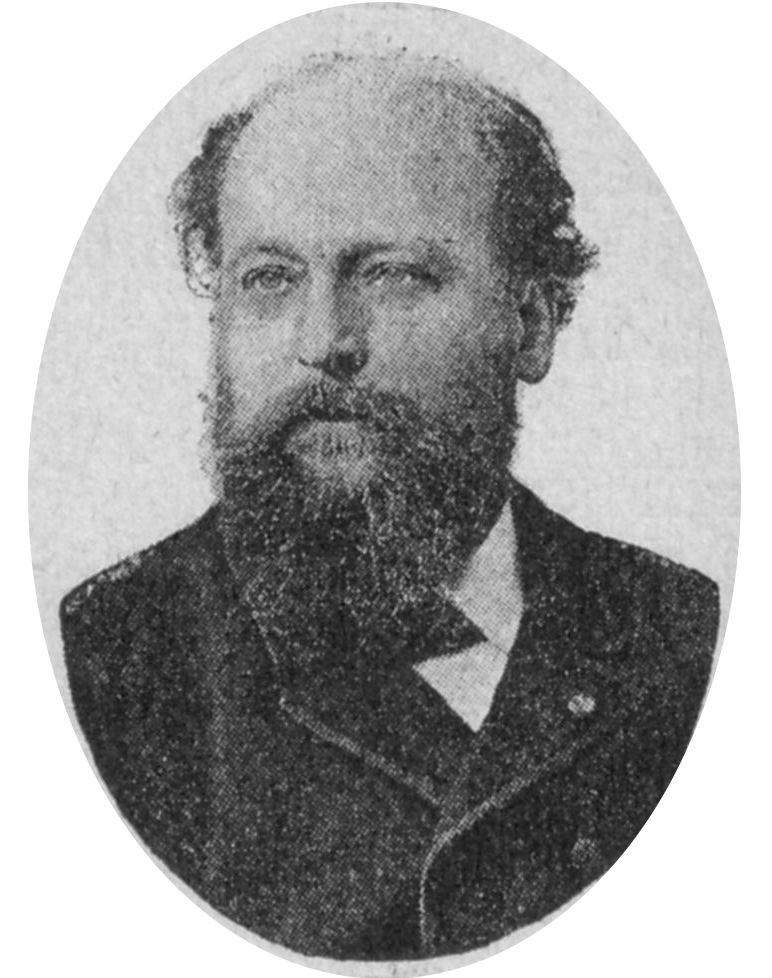
Charles Grandmougin

Charles Jean Grandmougin (* 17. Januar 1850 in Vesoul; † 29. April 1930) war ein französischer Schriftsteller, Dichter und Librettist.
Grandmougin ist vor allem für seine Dramen und seine Gedichte bekannt, welche von französischen Komponisten wie Georges Bizet, Gabriel Fauré oder Benjamin Godard (Le Tasse, „symphonie dramatique“, 1878) vertont wurden. Zudem hatte er die Libretti zu Opern von Jules Massenet (La Vierge) und César Franck (Hulda) verfasst.